# Wetumpka
Wetumpka är en stad i närheten av Montgomery i den amerikanska delstaten Alabama med en yta av 23 km² och en folkmängd, som uppgår till 5 726 invånare (2000). Wetumpka är administrativ huvudort (county seat) i Elmore County, Alabama. Staden ska inte förväxlas med Wetumka som är en stad i Oklahoma. 